# IC 18
IC 18 ist eine Balken-Spiralgalaxie vom Hubble-Typ SBb pec im Sternbild Walfisch südlich der Ekliptik. Sie ist rund 270 Millionen Lichtjahre von der Milchstraße entfernt und hat einen Durchmesser von etwa 45.000 Lichtjahren und einem 100.000 Lj langen Gezeitenschweif. Die Galaxie bildet mit ihrem elliptischen Begleiter IC 19 ein interaktives Paar, das als Arp 100 im Arp-Katalog eingetragen ist. 
Halton Arp gliederte seinen Katalog ungewöhnlicher Galaxien nach rein morphologischen Kriterien in Gruppen. Diese Galaxie gehört zu der Klasse Spiralgalaxien mit einem elliptischen Begleiter auf einem Arm (Arp-Katalog).
Das Objekt wurde am 31. August 1892 vom französischen Astronomen Stéphane Javelle entdeckt.